# Томас Діґбі (академічний веслувальник)
Томас Діґбі (23 липня 1998 ) — британський веслувальник, олімпійський чемпіон 2024 року, чемпіон світу та Європи.

## Виступи на Олімпіадах
| Олімпіада  | Дисципліна | Місце |
| ---------- | ---------- | ----- |
| Париж 2024 | вісімки    | 1     |

## Зовнішні посилання
- Томас Діґбі (академічний веслувальник) на сайті World Rowing (англійська)
- Томас Діґбі (академічний веслувальник) на сайті Olympics.com (англійська)
- Томас Діґбі (академічний веслувальник) на сайті British Olympic Association (англійська)